# Sedum booleanum
Sedum booleanum är en fetbladsväxtart som beskrevs av Billie Lee Turner. Sedum booleanum ingår i Fetknoppssläktet som ingår i familjen fetbladsväxter. Inga underarter finns listade i Catalogue of Life.